# Culture de l'Arabie saoudite

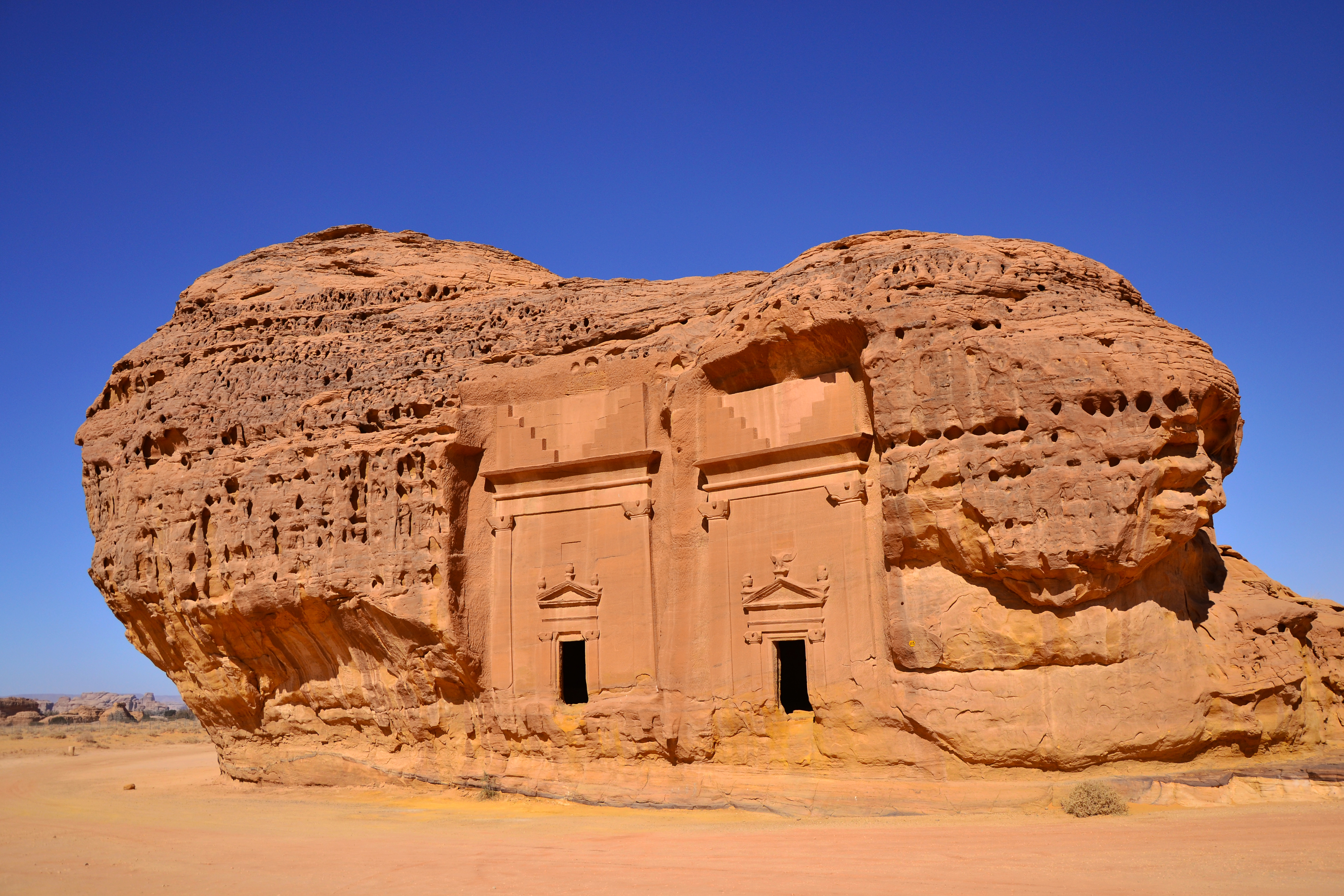
Site archéologique de Madâin Sâlih

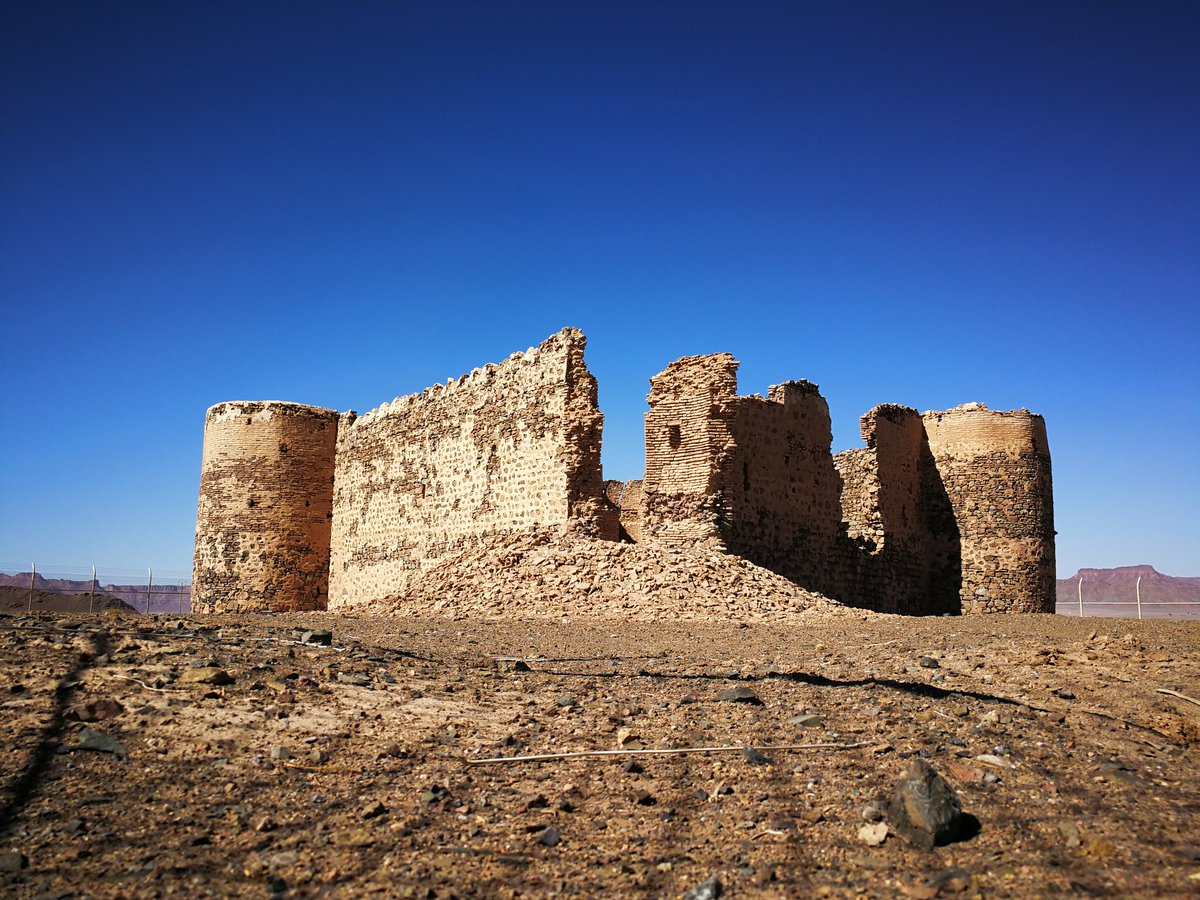
Fort Al-Faqir, Al-'Ula

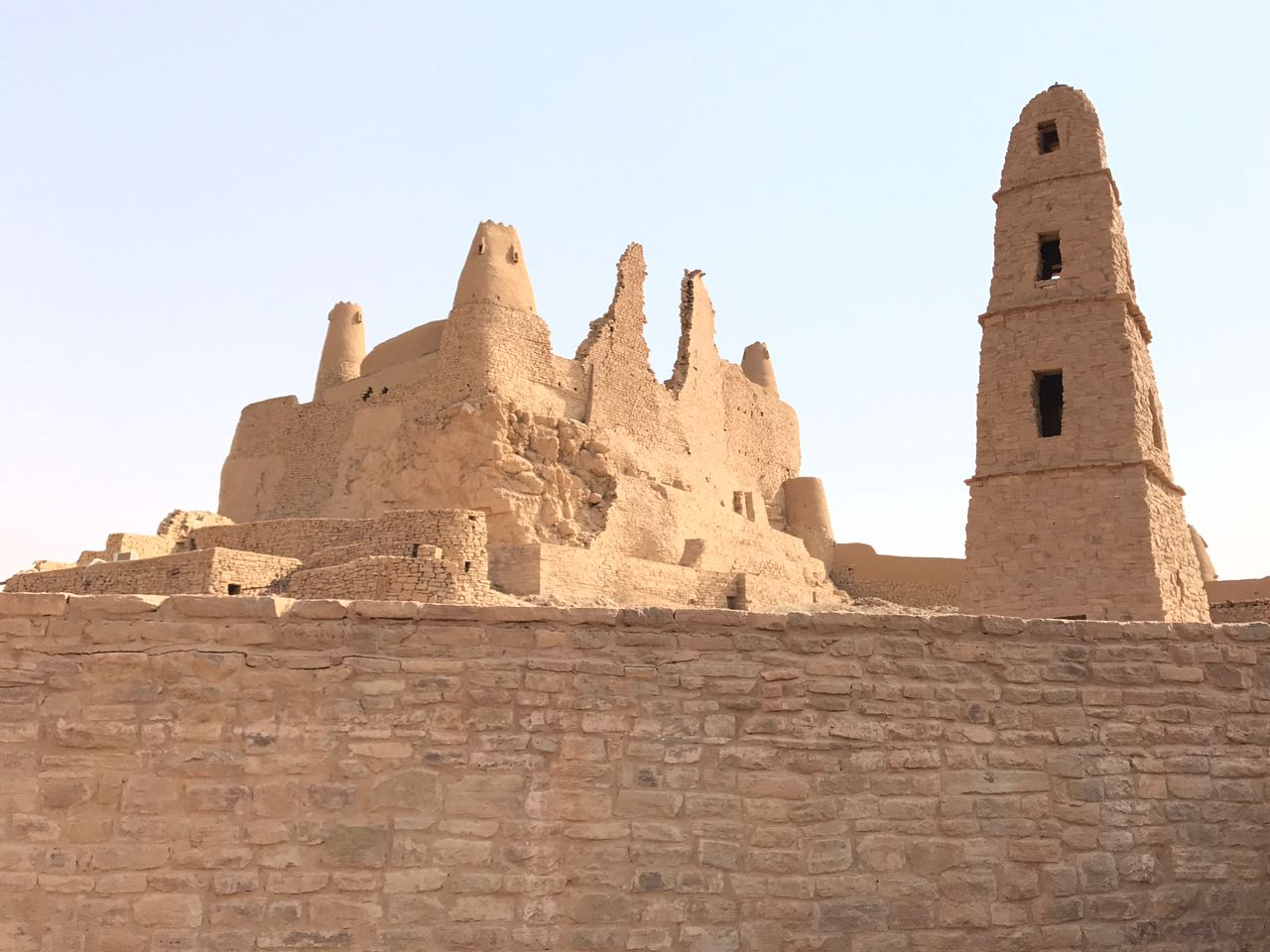
Marid Castle, Dumat Al-Djandal

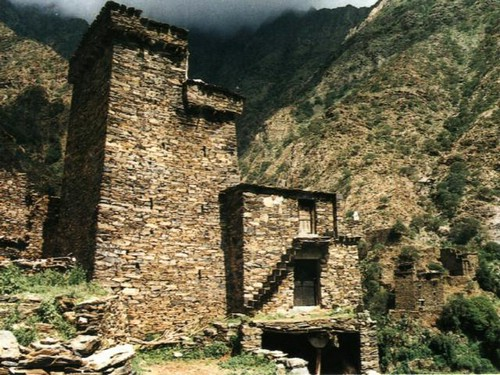
Vieille ville, Al Bahah

La culture de l'Arabie saoudite est codifiée par la religion et des principes moraux hérités d'une longue tradition culturelle arabe et musulmane.
Les comportements, les vêtements et l'alimentation sont soumis à des restrictions mises en place dans un cadre juridique.

## Caractéristiques générales

### Langues
La langue officielle de l'Arabie saoudite est l'arabe, parlé dans ses différents dialectes par 85 % de la population du pays. L’arabe najdi et l’arabe hijazi sont les deux formes les plus répandues, suivies de l’arabe du Golfe.

### Calendrier
Pays où les traditions culturelles émanent largement des règles de l’Islam, l’Arabie saoudite n’utilise pas le calendrier grégorien mais le calendrier lunaire islamique, ou Calendrier hégirien, qui est déterminé chaque année par les autorités religieuses. Cependant, certains secteurs se basent depuis 2016 sur le calendrier géorgien pour le paiement des salaires, signe d’une évolution vers l’adoption du calendrier géorgien,.

### Symboles
Le drapeau de l’Arabie saoudite date de 1926. Sur fond vert, symbole de l’Islam, le drapeau porte, en blanc, un sabre et la chahada (la profession de foi musulmane). Il prend sa forme définitive en 1980.
L’emblème national de l’Arabie saoudite a été adopté en 1950. Selon la loi saoudienne, il s’agit de deux cimeterres surmontés d’un palmier. L’hymne national de l’Arabie saoudite Aash Al Maleek a été adopté en 1950.

Le drapeau de l'Arabie saoudite.
Emblème de l'Arabie saoudite.

Voir :
- Armoiries de l'Arabie saoudite, Emblème de l'Arabie saoudite, Drapeau de l’Arabie saoudite ;
- Aash Al Maleek, hymne national de l’Arabie saoudite ;
- Chahada, profession de foi en Islam.

### Fêtes nationales
La journée nationale saoudienne est célébrée le 23 septembre pour commémorer la création du Royaume d’Arabie saoudite par le roi Abdulaziz en 1932. Ce jour est devenu férié à partir de 2005.
L’Arabie saoudite compte peu de jours fériés en comparaison des autres pays du Golfe. Outre la journée nationale saoudienne, la fin du Ramadan et la fin du Hajj sont toutes deux marquées par plusieurs jours chômés pour les secteurs public et privé.
Voir :
- Jours fériés publics en Arabie saoudite (en).

## Religion
Les observateurs décrivent la société saoudienne comme profondément religieuse. Une grande majorité de ses traditions culturelles est directement en lien avec la religion. La religion d'État dans le royaume est l'islam sunnite. 85 à 90 % de la population serait sunnite et le reste principalement chiite, avec une minorité de chrétiens. Parmi les courants de pensée musulmans, le wahhabisme et le salafisme sont les deux formes d’Islam qui prévalent officiellement en Arabie saoudite.
Dans le cadre professionnel, les entreprises sont fermées trois à quatre fois par jour pour permettre aux employés de se rendre à la prière. Le vendredi étant saint dans la religion musulmane, le weekend en Arabie saoudite s’étend du vendredi au samedi.
Voir :
- Comité pour la promotion de la vertu et la prévention du vice (Arabie saoudite), Muttawa ;
- Liste de mosquées d'Arabie saoudite ;
- Wahhabisme, Salafisme, Chiisme ;
- Christianisme en Arabie saoudite.

## Traditions

### Communauté bédouine
L’Arabie saoudite a longtemps été habitée par une large proportion de bédouins, qui demeurent aujourd’hui une minorité significative et influente au sein du Royaume. Certains ont abandonné la vie nomade pour intégrer la Garde nationale saoudienne. Leur communauté est activement soutenue par le gouvernement saoudien.

### Famille
En tant que société très centrée sur la famille, les Saoudiens sont traditionnellement plus incestes, de façon personnelle et professionnelle, entre individus apparentés. Il est fréquent que le chef de famille utilise son réseau et son influence pour les autres membres de la famille, notamment dans le milieu professionnel.

### Mariage
A l’image des pays du Golfe, en Arabie saoudite, les mariages sont traditionnellement arrangés au sein d’un clan, ou selon des intérêts familiaux. Depuis 2013, l’âge légal minimum pour le mariage des jeunes filles est fixé à 16 ans. Par ailleurs, le contrat de mariage est officialisé devant une instance juridique et les femmes peuvent faire part de leur accord directement devant un juge. En mai 2016, les femmes saoudiennes obtiennent le droit de conserver une copie de leur contrat de mariage. Jusqu’alors, ce privilège revenait exclusivement aux maris.
La polygamie est courante dans les mœurs saoudiens, pourtant on observe une augmentation des mariages monogames, notamment dus à la baisse généralisée des revenus dans le pays et à l’émergence d’une idée plus occidentale de compatibilité entre un homme et une femme.
Le divorce en Arabie saoudite est très répandu, mais reste plus accessible pour les hommes que pour les femmes, qui doivent intenter une procédure légale pour justifier leur choix de divorcer,.
Voir :
- Droit de la famille (Arabie saoudite).

### Habillement
Le code vestimentaire en Arabie Saoudite suit strictement les principes du hijab, le principe islamique de la pudeur, en particulier dans la tenue vestimentaire.
Les vêtements, larges, amples, vagues, et couvrant au maximum, donc chastes et modestes, ou simplement formels, sont également adaptés au climat.
Dans le domaine public, tout porteur de vêtement (visible extérieurement) susceptible de blesser la pudeur, selon les appréciations locales, c'est-à-dire trop ajusté, ou découvrant la peau (de la cheville au cou), peut devoir en rendre compte en personne, ainsi que son responsable ou répondant légal (père, oncle, mari, frère...).
Traditionnellement, les hommes portent une chemise longue, couvrant jusqu’aux chevilles, en tissu de laine ou de coton (connu sous le nom Thawb), blanc ou noir, avec un keffieh (grand carré de coton à damiers maintenu en place par une bobine de fil) ou un ghutra (un carré blanc ordinaire en coton plus fin, également tenu en place par une bobine de fil, l'agal) sur la tête. Pour les rares périodes de froid, les hommes portent en plus un manteau en poil de chameau, Bisht.
L'habit traditionnel des femmes est décoré, les jours de fête, de motifs tribaux, de pièces de monnaie, de paillettes, de fils de métal, d’appliques. Les femmes portent obligatoirement une abaya, ou des vêtements discrets, ou effacés, en public. Le niqab saoudien laisse généralement une longue fente ouverte pour les yeux.
Noms des (pièces de) vêtements les plus courants :
- Ghutrah (en arabe : غتره) : coiffe traditionnelle masculine, composée d'un carré de tissu (« foulard »), habituellement en coton, plié selon différents styles autour de la tête. Il est couramment porté dans les régions à climat aride, et fournit une protection contre l'exposition directe au soleil, mas aussi la poussière et le sable.
- Agal (en arabe : عقال), partie de coiffe, en corde, généralement de couleur noire, fixée autour de la Ghutrah pour le maintenir en place.
- Thawb (en arabe : ثوب), robe, à manches longues, descendant jusqu’aux chevilles.
- Bisht (en arabe : بشت), manteau traditionnel, masculin, plutôt réservé aux grandes occasions, comme les mariages…
- Abaya (en arabe : عباية), vêtement féminin, manteau noir, qui couvre tout le corps, de manière lâche, sauf la tête. Les manches peuvent ornées de broderies cousues, de différentes couleurs vives, ou même avec des cristaux. Le reste du manteau est sans décor. Certaines femmes choisissent de se couvrir le visage avec un niqab, d'autres pas. Une tendance récente, surtout à l’ouest, recherche la couleur de l’abaya.
- Kameez / Kurta Salwar, vêtement pour hommes et femmes, porté par les populations indienne et pakistanaise en Arabie Saoudite.

Ces règles tendent à évoluer depuis les années 2000 parmi les jeunes gens, qui s’habillent à l’européenne, notamment dans les provinces à l’Est du pays.

## Société

### Monde du travail
Historiquement portée par les revenus générés par ses activités pétrolières, l’économie de l’Arabie saoudite a longtemps peu prêté attention aux revenus de l’emploi productif. En conséquence, les Saoudiens sont largement présents dans la fonction publique, qui emploie près de 70 % des Saoudiens actifs en 2017.
Avec la baisse des revenus du pétrole à partir du milieu des années 2010, le gouvernement saoudien et Mohammed ben Salmane Al Saoud ont décidé de mettre en place le programme de développement Vision 2030 en avril 2016, visant à diversifier son économie et à promouvoir une nouvelle vision de l’emploi auprès des Saoudiens, notamment chez les jeunes,. Pour revitaliser le secteur privé et développer l’entrepreneuriat national, le gouvernement met en place une série de mesures pour inciter les entreprises privées à embaucher les locaux.
Comme dans certains autres pays du Golfe, la création d’entreprises est autorisée aux étrangers sous couvert d’une alliance avec un partenaire local. Seules les entreprises créées au sein des villes économiques saoudiennes bénéficient de dérogations à cette règle.

### Immigration
Depuis les années 1960, de nombreux internationaux ont émigré en Arabie saoudite sur la base de visas de travail. Ils représentent dans les années 2000 près de 20 à 30 % de la population globale. Les expatriés occupent non seulement des postes très qualifiés dans le secteur privé mais représentent également une grande partie de la main d’œuvre disponible dans le royaume.

### Droits des femmes
Tradition dictée par la religion musulmane, chaque femme saoudienne a un tuteur masculin, qui peut être un homme de sa famille ou son époux. Ce dernier a un droit de regard sur ses déplacements, son éducation ou encore son travail. Depuis mai 2017, un décret royal autorise les femmes à effectuer diverses démarches administratives dans la santé et l’éducation sans le concours de leur tuteur.
Les autorités ont assoupli au cours des années 2000 un certain nombre de règles, notamment en autorisant le sport pour les jeunes filles à l’école,. Les Saoudiennes ont obtenu le droit de participer aux jeux olympiques en 2012.
C’est au cours des élections municipales saoudiennes de 2015 que les femmes ont pour la première fois le droit de se porter candidates et de voter.
Dans l’espace public, les agissements des femmes saoudiennes sont encadrés. Dans le monde du travail, les postes à responsabilité dans le secteur privé et public deviennent accessibles aux femmes dans les années 2000. Alors que le taux de chômage est de près de 34,5 % chez les femmes en 2017, le gouvernement souhaite porter le taux de femmes sur le marché du travail à 28 % en 2020, contre 23 % en 2016.
Voir :
- Droits des femmes en Arabie saoudite (en)
- Ségrégation de genre en monde musulman (en)
- Éducation des femmes en arabie saoudite (en)
- Droit des femmes à la conduite automobile (en)

## Infrastructures

### Urbanisation

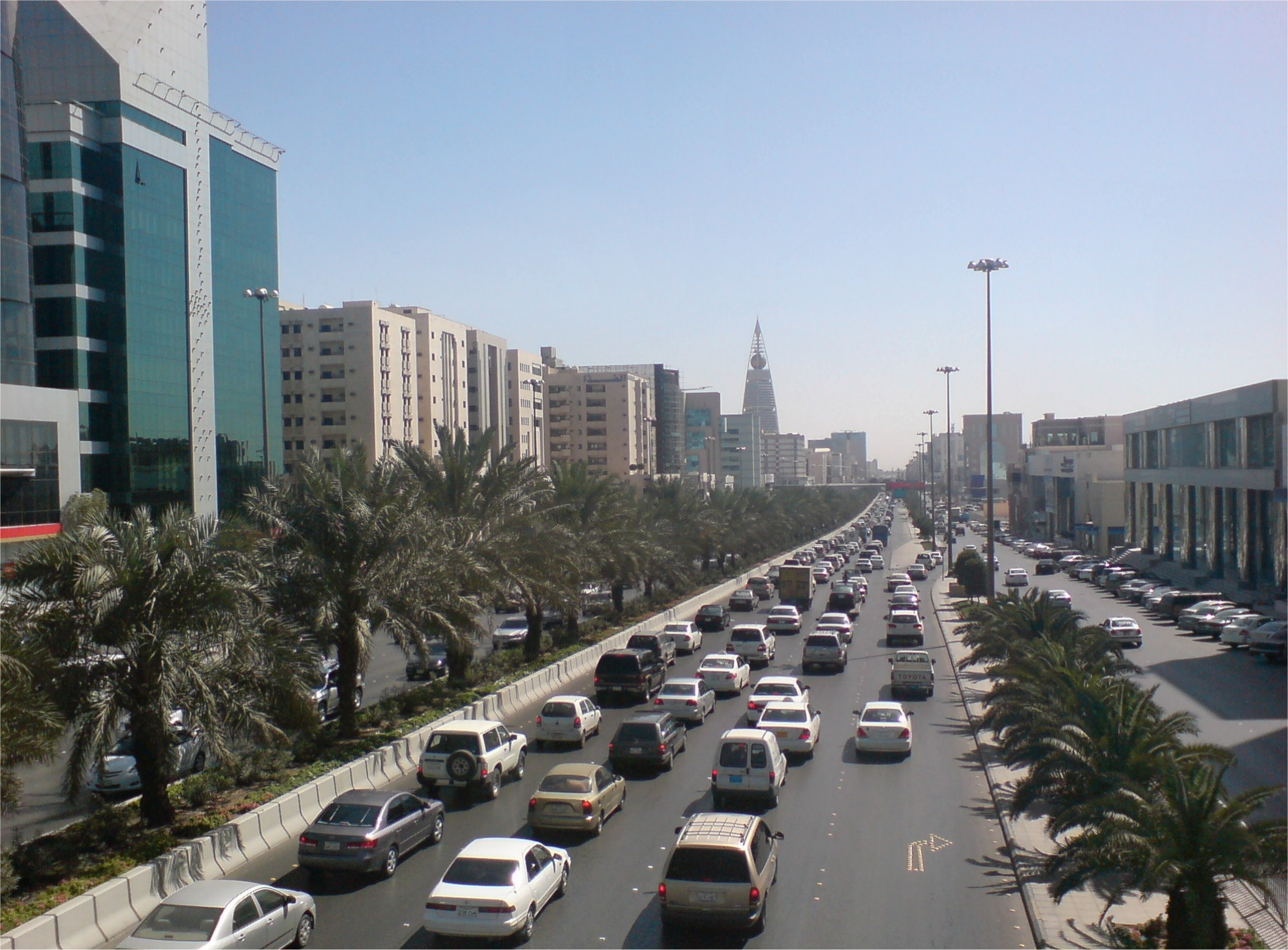
King Fahd Road, Riyad, Arabie saoudite

Avant 1970, un grand nombre de Saoudiens vivaient dans des provinces rurales, mais le gouvernement a engagé une urbanisation rapide du territoire au cours de la seconde moitié du XXe siècle. Les villes saoudiennes, comme souvent dans les grandes agglomérations du Golfe, sont généralement caractérisées par de grands axes routiers bordés de centres commerciaux et de restaurants.
Depuis les années 2000, le gouvernement saoudien a entrepris de créer de nouvelles villes et hubs économiques. Inaugurée en 2006, la Ville économique du roi Abdallah est un exemple de ville intelligente saoudienne au nord de Djeddah. Dans l’objectif d’attirer les industriels étrangers, ces villes économiques bénéficient d’un régime différent que celui appliqué dans le reste du pays.
En 2012, le taux d’urbanisation est évalué à 80 %, avec une large concentration de la population dans certaines villes telles que Riyad, Djeddah et Dammam.

### Habitations
Les maisons saoudiennes sont habituellement reconnaissables aux murs très élevés qui les entourent, ayant une vocation symbolique mais également pratique, visant à protéger les habitations des tempêtes de sable.

## Patrimoine
- Liste de châteaux en Arabie saoudite
- Architecture d'Arabie saoudite (en)

### Patrimoine religieux

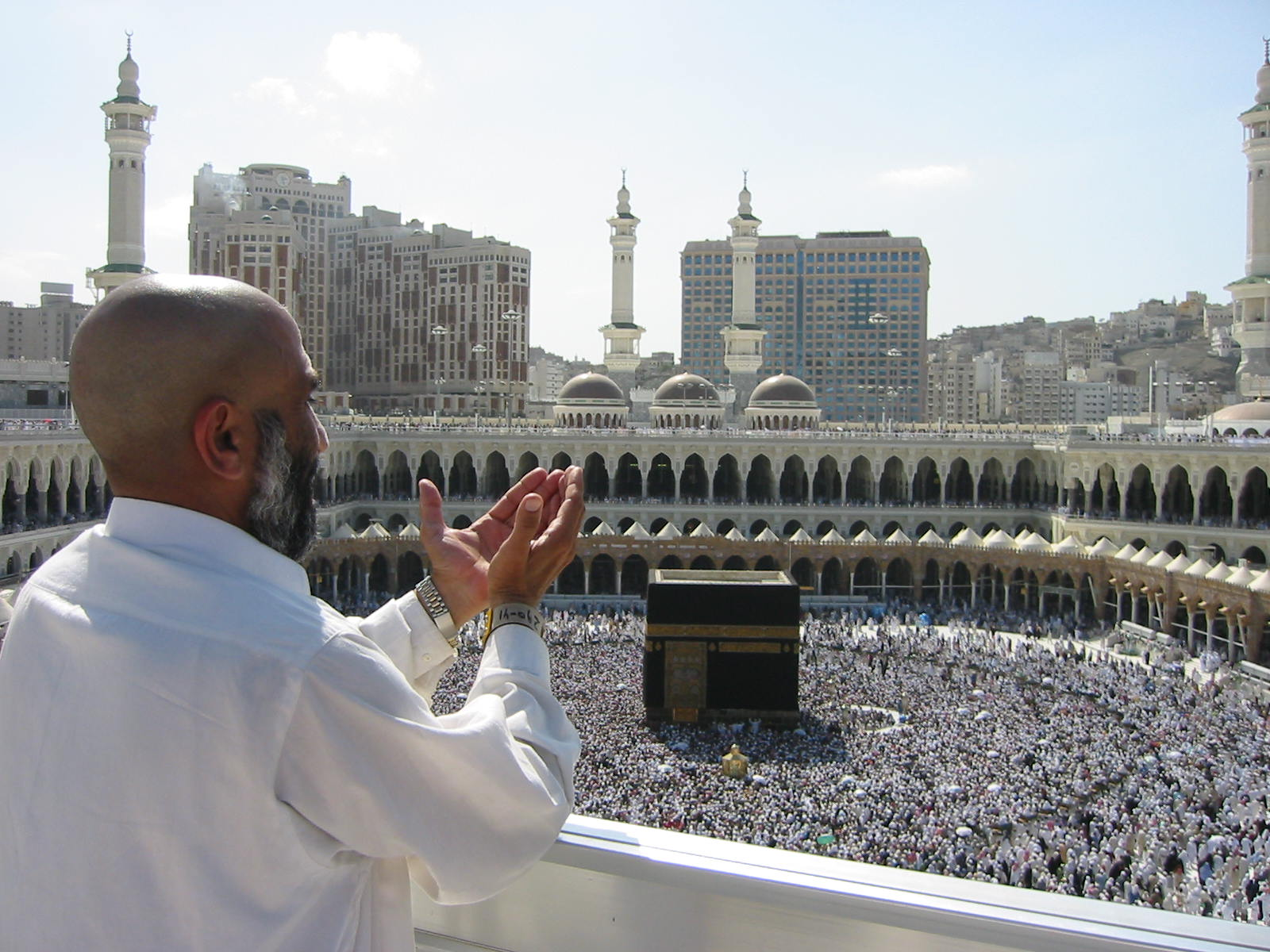
Pèlerin en prière dans Masjid Al Haram, la mosquée interdite, à La Mecque (Arabie Saoudite)

L'Arabie saoudite est connue pour être la gardienne des deux lieux les plus saints de l’Islam : la Mosquée sacrée de la Mecque, Masjid al-Haram, la plus grande du monde, qui abrite en son centre la Kaaba, vers laquelle tous les musulmans se tournent pour prier, et la Mosquée du Prophète de Médine, Masjid al-Nabawi.
Le nombre de visiteurs étrangers a triplé au cours de la dernière décennie, atteignant les 2 millions de pèlerins sur la période du hadj en 2015. En 2016, l’Arabie saoudite a décidé d’augmenter sa capacité d’accueil pour le pèlerinage de la Mecque de 8 à 15 millions visiteurs par an d’ici 2020.
Voir :
- Destruction de sites liés à l'Islam précoce
- Tourisme en Arabie saoudite (en)

### Musées
Conformément aux codes de l’Islam, la production culturelle saoudienne doit se conformer à l’interdiction de la représentation humaine. Au sein des institutions culturelles, le principe de non-mixité est généralement imposé. Cependant, le gouvernement a mis en place un certain nombre d’infrastructures consacrées à la culture et au folklore local, comme le musée national de Riyad, qui a vu le jour en 1999. L’Arabie saoudite met également en place des partenariats culturels internationaux, comme en 2007 avec Le Louvre.
- Liste de musées en Arabie saoudite
- Centre du roi Abdelaziz pour la connaissance et la culture
- Hejaz Railway Museum
- Humane Heritage Museum
- Jeddah Regional Museum of Archaeology and Ethnography
- Mada'in Saleh
- Fort Masmak
- Nasseef House
- National Museum of Saudi Arabia
- Royal Saudi Air Force Museum
- Shadda Palace

### Liste du Patrimoine mondial
En janvier 2016, quatre sites saoudiens sont classés au Patrimoine mondial de l’UNESCO:
- Site archéologique d'Al-Hijr
- Quartier d'at-Touraïf dans la ville de Dariya
- Ville historique de Djeddah (la porte de La Mecque)
- Art rupestre de la région de Haïl

Dix autres demandes d'inscription ont été déposées en 2015.

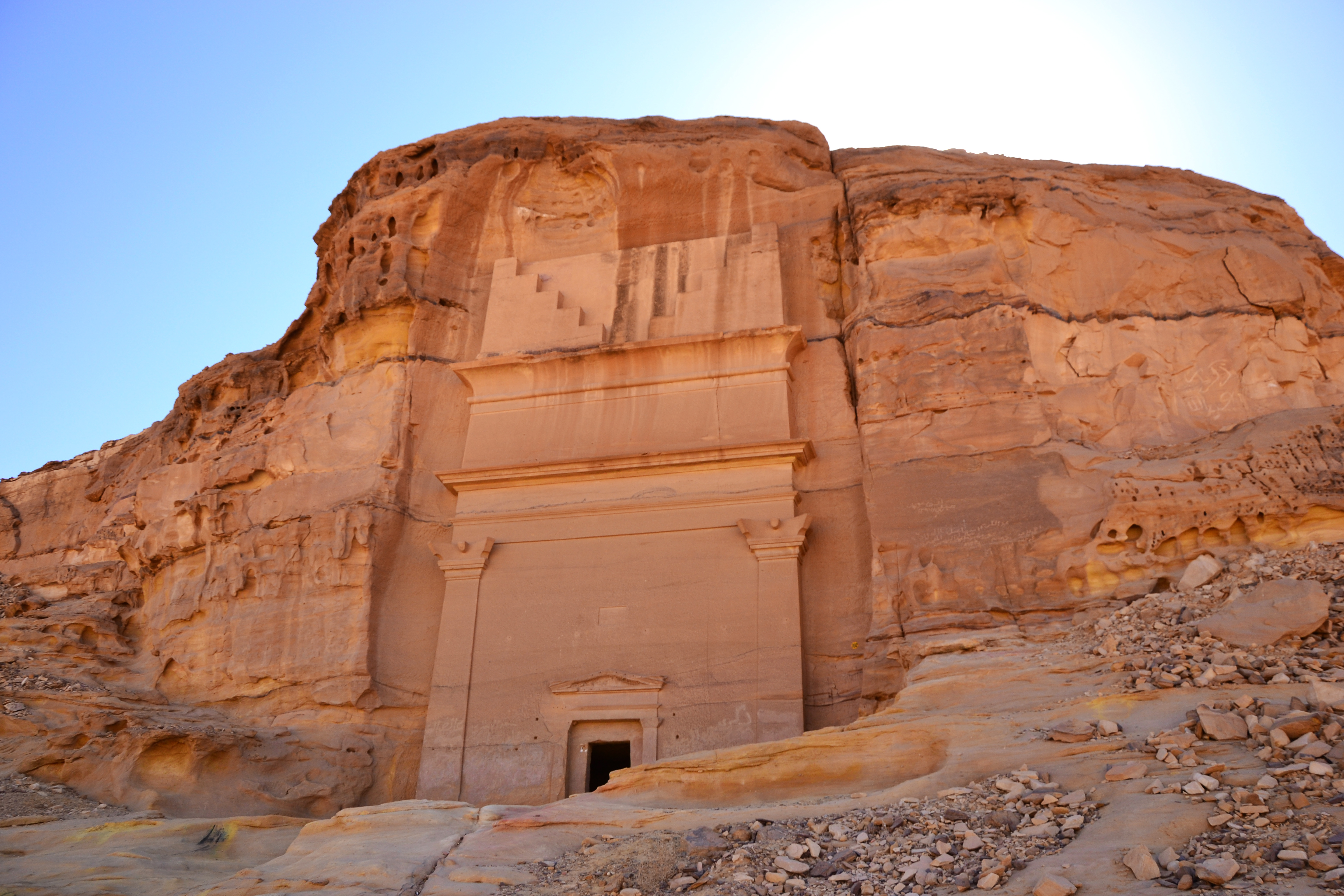
Site archéologique d'Al-Hijr.
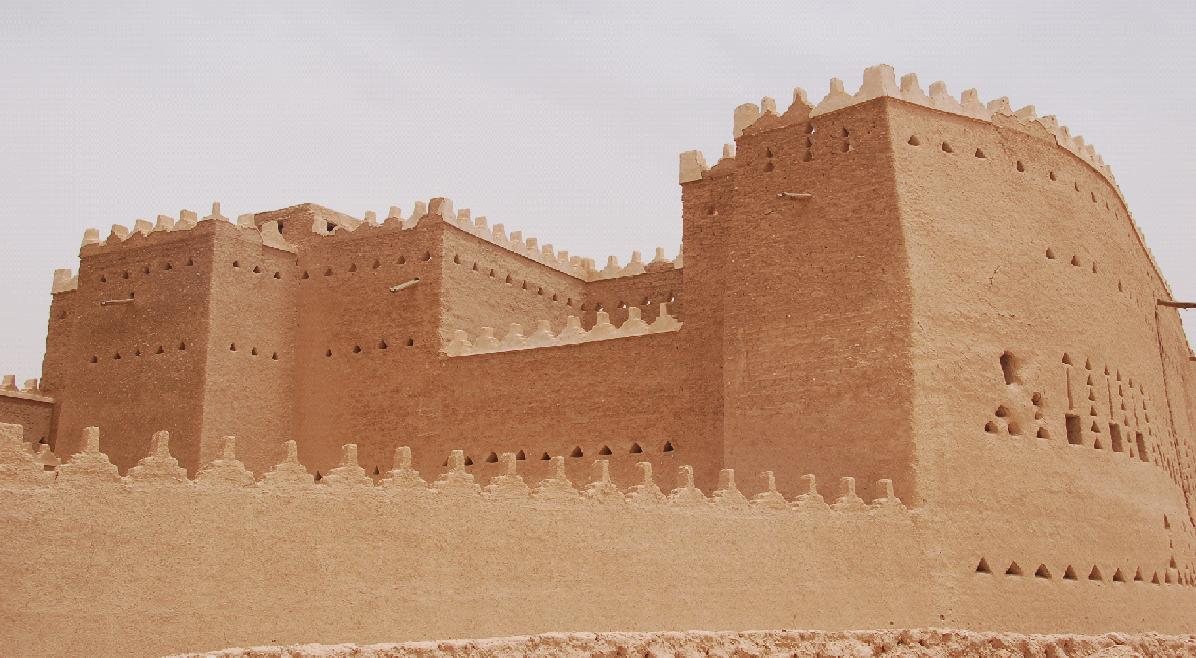
Quartier d'at-Touraïf dans la ville de Dariya.
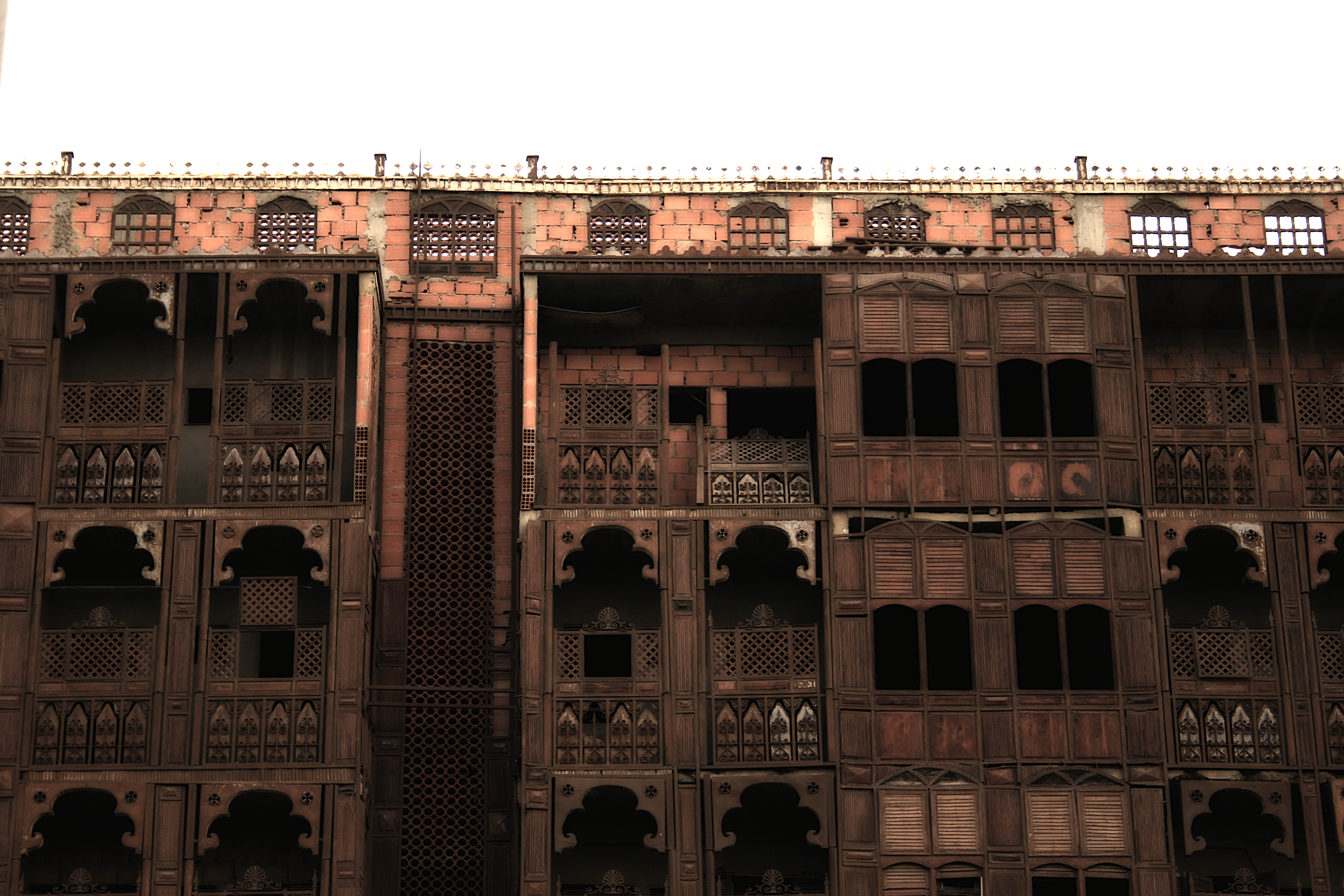
Bâtiment dans la ville historique de Djeddah.
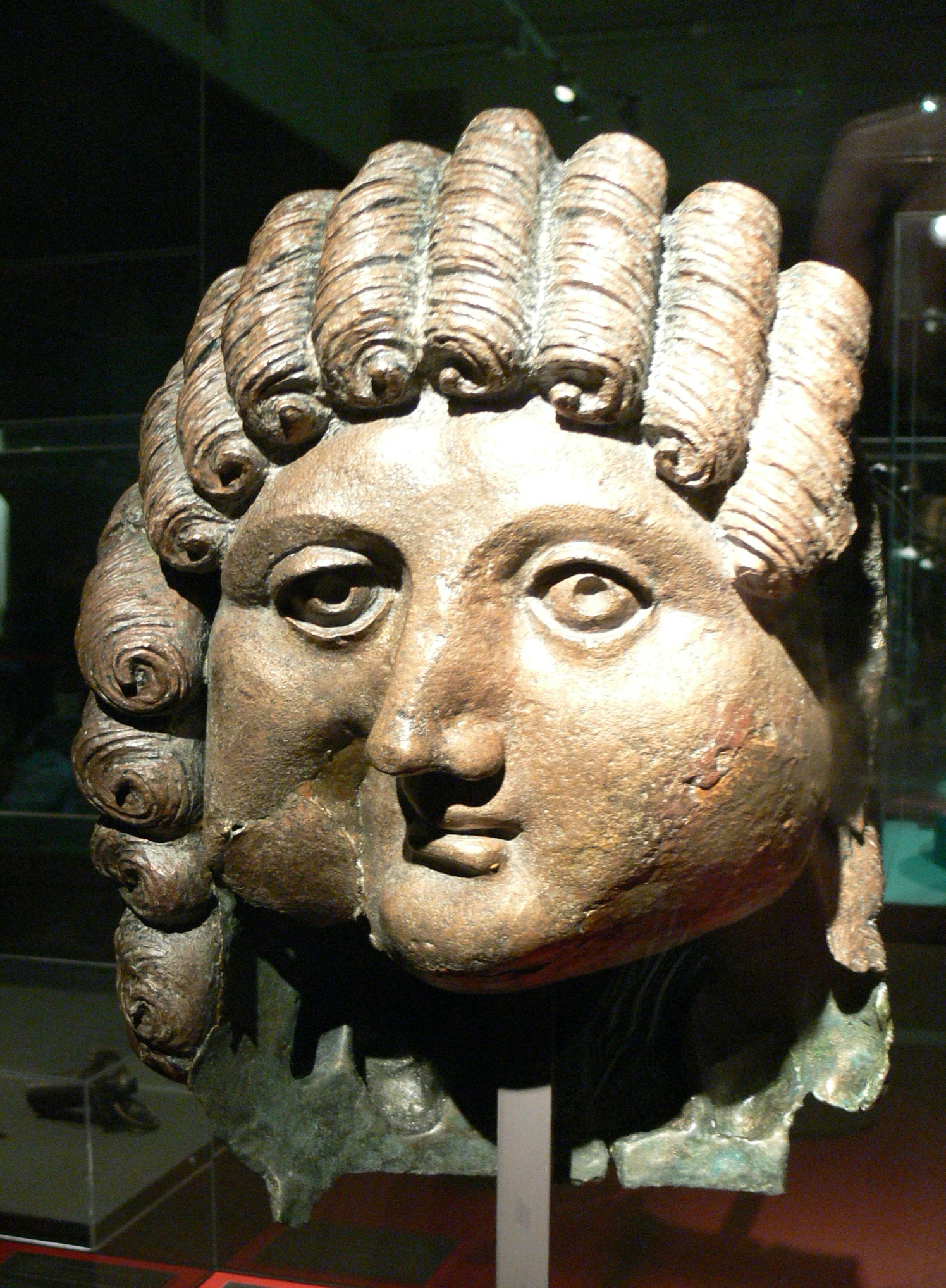
Al Faw, tête humaine, Ier siècle.

### Liste représentative du patrimoine culturel immatériel de l’humanité
Le programme Patrimoine culturel immatériel de l'UNESCO a inscrit sur sa liste représentative du patrimoine culturel immatériel de l’humanité :
- 2012 : la fauconnerie, un patrimoine humain vivant[27] ;
- 2015 : le café arabe, un symbole de générosité[28] ;
- 2015 : le Majlis, un espace culturel et social[29] ;
- 2015 : l'Alardah Alnajdiyah, danse, tambours et poésie d’Arabie saoudite[30].
- 2016 : l'Almezmar, danse du bâton au son des tambours[31] ;
- 2017 : l’Al-Qatt Al-Asiri, décoration murale traditionnelle par les femmes de l’Asir (Arabie saoudite)[32].

### Registre international Mémoire du monde
Le programme Mémoire du monde de l'UNESCO a inscrit sur son registre international Mémoire du monde :
- 2003 : la plus ancienne inscription islamique (Coufique).

Ces inscriptions, très bien préservées, se trouvent sur un bloc de grès rouge situé au sud de Qa’a al Muatadil, au nord-ouest de l’Arabie saoudite, sur une ancienne route commerciale et de pèlerinage reliant la ville des débuts de l’Islam, al-Mabiyat, à Madain Saleh. Il s’agit à ce jour de la plus ancienne inscription musulmane connue.

## Alimentation

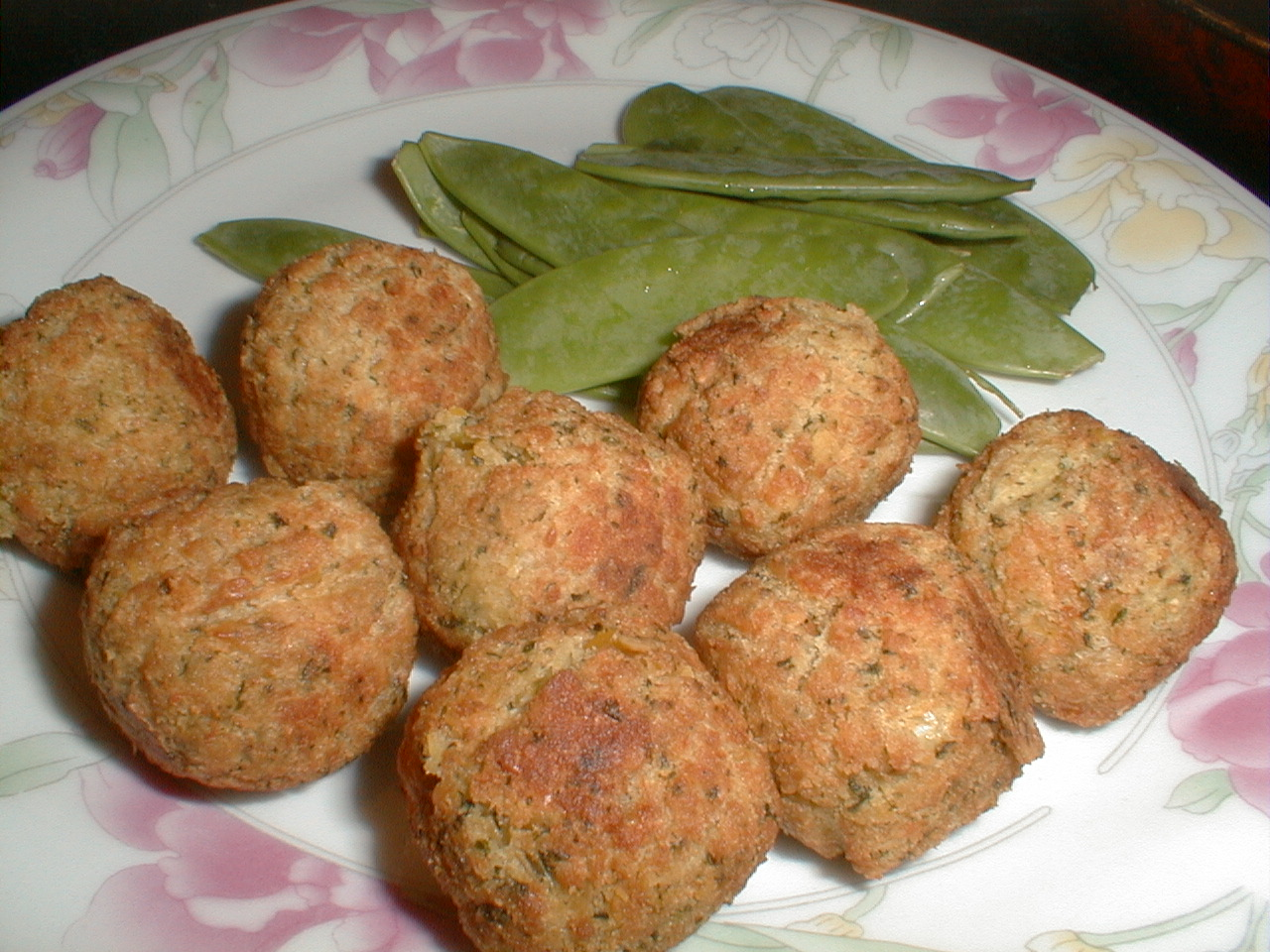
Assiette de falafels et de légumes verts.

Les mêmes types d'aliments semblent avoir été consommés par les habitants d'Arabie saoudite (et de la péninsule) depuis des milliers d'années, avec des influences persanes, turques et africaines.
Les ingrédients de base comprennent le blé, le riz, l'agneau, le poulet, les fèves, le yogourt et les dattes.
L’Arabie saoudite est l’un des trois premiers producteurs de dattes du monde, avec une production annuelle estimée à 1,1 million de tonnes. Les Saoudiens font partie des plus grands consommateurs de poulet au monde, avec une moyenne de 47 kilos par personne et par an. L'agneau est plutôt servi pendant les vacances, ou pour les affaires (dont l'agneau farci, ou khūzī).
Les lois islamiques interdisent la consommation d'alcool et de tout produit dérivé du porc, et sont strictement appliquées dans tout le pays. Selon la réglementation islamique halal, les animaux doivent être abattus d'une façon particulière et bénis avant d'être consommés.
En 2008, l'Arabie saoudite a été le cinquième importateur mondial de la viande bovine et caprine.

### Boissons alcoolisées
Selon certains observateurs, malgré l’interdiction de la consommation d’alcool dans le pays, une consommation discrète de boissons alcoolisées pour les étrangers et les Saoudiens est tolérée par les autorités, qu’il s’agisse d’alcool produit localement ou importé.

### Cuisine saoudienne
La nourriture la plus populaire en Arabie saoudite est la kebsa; faite à base de riz et de viande; accompagnée à presque tous les repas par du pain sans levain, ou khubz, qui sert à saisir l'aliment dans le plat.
Parmi les autres mets saoudiens, nombre d'entre eux sont à base d'agneau, de poulet grillé. On trouve également les falafels (pois chiches frits), les shawarma (brochettes de viande d'agneau marinée), et les ful medames (pâtes à base de fèves). On apprécie aussi le kabsa, plat de riz aromatisé ou épicé avec viande(s), et le machbūs, avec poisson(s) ou crevettes.
Le café et le thé arabe, noir (sans lait ou produit laitier), aromatisé aux herbes, sont couramment servis lors des rencontres entre amis.
La viande de chameau et le lait de chamelle sont une spécialité bédouine.
Le yaourt est consommé entier, souvent transformé en kéfir, sorte de leben, à boire ou à travailler en sauces.
Voir :
- Cuisine saoudienne.

## Sport
- Sport en Arabie saoudite (en)

Le football (soccer) est extrêmement populaire en Arabie saoudite, où il est considéré comme sport national. L’équipe nationale saoudienne a participé quatre fois à la phase finale de la Coupe du monde de football, et a remporté 3 fois la Coupe d'Asie des nations de football en 9 participations.
C'est aussi le cas du basket, de la plongée sous-marine, de la planche à voile et de la voile.
Les sports plus traditionnels, comme les courses de chameaux, sont redevenus populaires dans les années 1970. Un stade à Riyad organise des courses en hiver. Le rapport annuel King's Camel Race, commencé en 1974, est l'un des concours les plus importants du sport et attire les animaux et les cavaliers de toute la région.
La fauconnerie, une autre activité traditionnelle, est encore pratiquée.
L’élevage de chevaux et l’équitation ont également une grande place dans la culture et les pratiques sportives saoudiennes.
Voir :
- Arabie saoudite aux Jeux olympiques ;
- Arabie saoudite aux Jeux paralympiques, Jeux paralympiques ;
- Jeux du Commonwealth ;
- Cheval en Arabie saoudite.

### Sport féminin
En 2012, les femmes saoudiennes participent pour la première fois aux Jeux Olympiques en course et en judo.
Jusqu’en 2017, les jeunes filles n’ont pas le droit de prendre part aux cours d’éducation physique à l'école. En mars 2017, le ministère de l’éducation décide d’introduire la pratique du sport en milieu scolaire pour les jeunes filles dans les écoles publiques, dans le respect de la loi islamique.

## Médias et communication
Les Saoudiens éduqués sont généralement bien informés en ce qui concerne l’actualité du monde arabo-musulman, voire internationale. La plupart des médias saoudiens sont détenus par des structures privées, régulées par le gouvernement.
Voir :
- Liste de journaux en Arabie saoudite.

### Internet (.sa)
Les structures officielles appliquent les lois saoudiennes pour l'accès à internet, qui se réservent le droit de bloquer les plateformes :
- donnant une image dégradante de la femme ;
- contre la religion officielle ;
- contre l'État saoudien.

Les jeunes saoudiens plébiscitent fortement les réseaux sociaux. Avec 2,4 millions d’utilisateurs actifs sur Twitter en 2014, l’Arabie saoudite est le pays le plus actif du monde arabe sur ce réseau.
Voir :
- Télécommunications en Arabie saoudite (en) ;
- Internet en Arabie saoudite (en) ;
- Censure en Arabie saoudite.

### Communication
L'expression publique et la liberté d'opinion sont fortement encadrées par les autorités. Des organisations publiques existent, comme les partis politiques et les syndicats, qui peuvent participer aux forums publics, mais avec un rôle limité.[réf. nécessaire]

## Art et divertissement

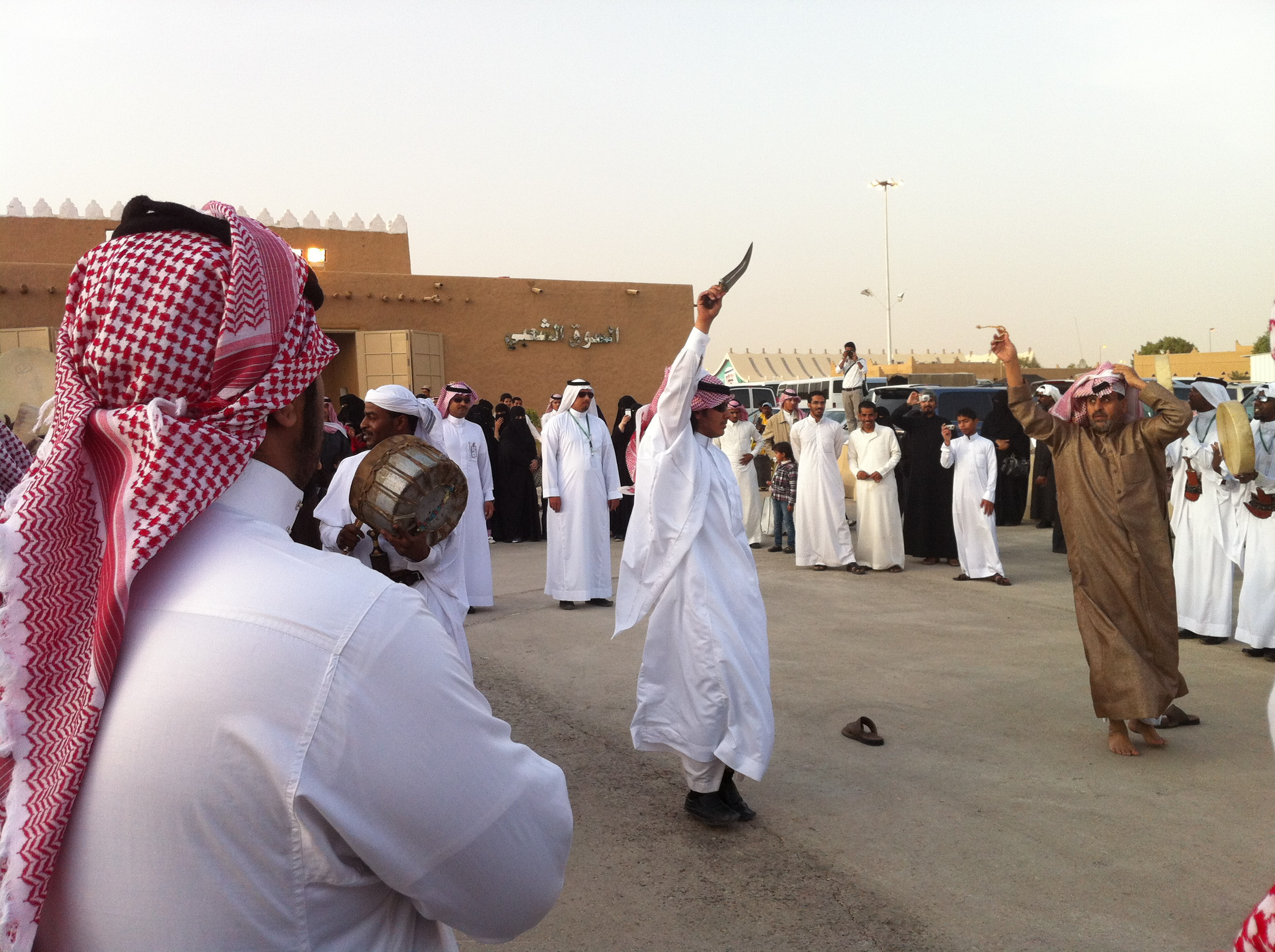
Danse de la province d'Asir.

À partir du XVIIIe siècle, le fondamentalisme wahhabite décourage le développement artistique, jugé comme incompatible avec son enseignement.
De plus, la tradition islamique sunnite, qui interdit de créer des représentations de personnes, a limité les arts visuels, qui ont tendance à être dominés par des motifs géométriques, floraux, abstraits, et la calligraphie.
Avec l'avènement du pétrole, le pays s'est exposé à des influences extérieures, dans le logement, le mobilier, les vêtements...

### Arts visuels
- Art d'Arabie saoudite (en)
- Artistes contemporaines d'Arabie saoudite (en)

### Musique et danses
Musique et danse ont toujours fait partie de la vie en Arabie. La musique traditionnelle est généralement associée à la poésie et est chantée collectivement. Les instruments comprennent les rabâba, un instrument semblable à un violon à trois cordes, et divers types d'instruments de percussion, comme le tabl (tambour) et le tar (tambourin).
Parmi les danses indigènes, la plus populaire est une danse martiale connue sous le nom Ardah ʿ, qui comprend des lignes d'hommes, souvent armés d'épées ou de fusils, de la danse au rythme de tambours et de tambourins.
Voir :
- Musique saoudienne ;
- Danse en Arabie saoudite, dont Ardah (danse)

### Littérature
La poésie bédouine, connue sous le nom de Nabati (nabatéenne), est une tradition très populaire.
La censure a limité le développement de la littérature saoudienne. Plusieurs auteurs saoudiens ont ainsi choisi de publier leurs œuvres à l’étranger. Plusieurs romanciers et poètes contemporains ont atteint un succès critique et populaire dans le monde arabe, notamment :
- Écrivains saoudiens, Liste d'écrivains d'Arabie saoudite (en)

- Mohammed Suroor Sabban (en) (1898-1971), économiste, politique, poète
- Hamza Shehata (en) (1910-1972), poète, philosophe
- Rashid Al Zlami (en) (1926-2014), poète
- Hamza Bogary (en) (1932-1984), journaliste, administrateur, romancier
- Abdel Rahman Mounif (1933-2004), romancier, penseur
- Samira Khashoggi (1935-1986), auteure, éditrice
- Mutlaq Hamid Al-Otaibi (en) (1937-1995), poète, écrivain
- Siba'i Uthman (en) (1938-), journaliste, nouvelliste
- Ghazi Al-Gosaibi (1940-2010), technocrate, diplomate, intellectuel, poète, romancier
- Thuraya Qabil (1943-), journaliste et poétesse
- Turki al-Hamad (1952-), journaliste, analyste, romancier
- Abdullah Bin Bakheet (en) (1952-), poète, romancier
- Saad Albazei (en) (1953-)
- Fawziyya Abu Khalid (en) (1955-), enseignant, sociologue, essayiste, poète
- Mai Yamani (en) (1956-), anthropologue
- Aid al-Qarni (en) (1959-), chercheur islamiste
- Madawi al-Rasheed (1962-)
- Abduh Khal (1962-), journaliste, romancier, Prix international de la fiction arabe 2010 pour Les Basses Œuvres
- Yousef Al-Mohaimeed (en) (1964-), journaliste, nouvelliste, romancier
- Ibrahim Al-Hsawi (en) (1964-), acteur, poète
- Nimah Ismail Nawwab (née en 1965), poétesse.
- Ali al-Ahmed (en) (1966-), analyste socio-politique
- Umaima al-Khamis (en) (1966-)
- Bahiya Bubsit (en) (1967-)
- Maqbul Moussa al-Alawi (en) (1968-), romancier
- Laila al-Juhani (en) (1969-), romancière, nouvelliste
- Raja Alem (1970-), Shadia Alem, romancière
- Mansour al-Nogaidan (en) (1970-), économiste, journaliste, réformiste
- Yahya Qassim (en) (1971-), diplomate, nouvelliste
- Manal Al Dowayan (1973)
- Abdullah Thabit (en) (1973-), romancier, poète, journaliste, membre de Beyrouth 39, Le Terroriste n° 20, 2006  (ISBN 978-2-7427-8833-0)
- Abdulnasser Gharem (en) (1973-)
- Haifaa al-Mansour (1974-)
- Hissa Hilal ou Remia (vers 1974-)
- Mohammed Hasan Alwan (1979-), romancier, nouvelliste
- Ashraf Fayad (1980-)
- Rajaa Alsanea (1981-), dentiste, autrice de Jeunes filles de Riyadh (2005)
- Raif Badawi (1984-), écrivain blogueur
- Laila al-Ouhaydib (en) (?-)
- Eman al-Nafjan

Voir :
- Littérature saoudienne (à créer)
  - Alardah Alnajdiyah[38]
  - Romans saoudiens (25 en 2005, 50 en 2006)[39],[40]
- Prix littéraires
  - Prix international King Faisal (en) (1979)
  - Prix international de traduction King Abdullah Bin Abdulaziz (en) (2008)
- Littérature de langue arabe
- Mu'allaqât

### Festivals culturels
Le « Janadriyah Heritage and Cultural Festival (en) » est le plus ancien et le plus traditionnel de tous les festivals du Royaume. Il se tient tous les ans dans la région de Riyad. Il accueille près de 68 000 visiteurs étrangers chaque année et un million de Saoudiens. Ouvert par une course de chameaux traditionnelle, il est également le lieu de courses hippiques, danses et concerts traditionnels.
Depuis 2015, l’Arabie saoudite a lancé d’autres initiatives pour la préservation de son patrimoine culturel, comme à Al-Hassa, ville créative en matière d’artisanat et d’arts populaires, qui fait partie du Réseau des villes créatives de l’UNESCO.

### Divertissement
Durant les années 1970, les cinémas étaient assez nombreux en Arabie saoudite, bien que considérés comme contraires aux normes tribales arabes. Au cours du mouvement de renouveau islamique dans les années 1980, et comme réponse politique à une augmentation de l'activisme islamiste, le gouvernement a fermé tous les cinémas et les théâtres.
Interdits pendant plus de trois décennies par la tradition wahhabite, car jugés incompatibles avec l'islam, les théâtres et les cinémas publics ont toutefois été à nouveau autorisés en juin 2009. Le projet de centre du roi Abdelaziz pour la connaissance et la culture, prévu pour 2017 et situé à Dhahran, intègre des salles de concerts et de cinéma, des salles d'exposition ou propices à d'autres événements régionaux, nationaux ou internationaux.
Le premier film diffusé fut Menahi; un film produit par Rotana, propriété du prince saoudien Al-Walid ben Talal Al Saoud, au centre culturel roi Fahd à Riyad.
Une salle de spectacle en IMAX s'est ouverte à Dhahran en 2010, et diffuse des films visibles par les enfants.
Des salles de spectacle privées existent dans les compounds, ensembles résidentiels privés, par exemple, à Dhahran, Khobar ou Ras Tanura, mais sont plus utilisées pour la musique, les arts, et quelques productions théâtrales, plutôt que pour la diffusion d'images animées.
Les ventes de DVD de détail, y compris les films en diverses langues, anglaise, arabe, indiennes (tamoul, malayalam, urdu...), sont légales et largement disponibles, dans le respect des lois du pays.
Les spectacles et films sont également popularisés par le biais de projections privées et internet, les Saoudiens figurant parmi les plus grands utilisateurs de la plateforme YouTube.
Depuis le 7 mai 2016, l'Autorité générale pour le divertissement est responsable de toutes les activités liées au divertissement en Arabie Saoudite. En 2016, le gouvernement saoudien annonce le lancement et le financement d’un programme national baptisé « Daem » visant à améliorer l’offre d’activités culturelles et de divertissements à travers le pays, mais aussi à simplifier la création et l’enregistrement des clubs amateurs, sociaux et culturels.
La population saoudienne dépense en moyenne 22 milliards de dollars en tourisme et divertissements à l'extérieur du pays chaque année.
Voir :
- Cinéma saoudien

## Politique culturelle de l'État
Le gouvernement saoudien compte un ministère de la culture et de l’information créé en 1962 et dirigé par Adel Al Toraifi.
En 2016, le gouvernement saoudien crée un nouvel organe, l'Autorité générale pour le divertissement, responsable de l'ensemble des activités liées au divertissement en Arabie saoudite. Cette entité a la charge de revaloriser le divertissement et l’attractivité touristique du pays, en accompagnant le programme Vision 2030 du gouvernement. L'Autorité générale du divertissement est à l’origine de l’organisation du premier Comic Con saoudien (ar), au début de l’année 2017.
Dirigée par le prince héritier Mohammed ben Salmane, la Fondation MiSK travaille avec le gouvernement pour le développement culturel du pays. La fondation collabore depuis 2016 avec l’UNESCO sur les projets liés à la jeunesse, l’éducation, les nouvelles technologies, la science et la culture.

## Tourisme
- Tourisme en Arabie saoudite (en)
- Vie sauvage en Arabie saoudite (en)
- Centres d'intérêt touristique en Arabie saoudite (en)